# Surville Cliffs
Koordinaten: 34° 23′ 45″ S, 173° 1′ 17″ O
Die Surville Cliffs sind der nördlichste Punkt der zwei Hauptinseln Neuseelands. Sie liegen am North Cape am Ende der Aupōuri Peninsula, 30 km östlich und 3 km nördlich von Cape Reinga / Te Rerenga Wairua (das oft fälschlich als nördlichster Punkt Neuseelands bezeichnet wird) am Ostende des North Cape.
Die Klippen wurden manchmal als Kerr Point bezeichnet, diese liegen jedoch in der Nähe am Westende des North Cape.
Die Klippen wurden für die Europäer erstmals im Dezember 1769 durch Jean François Marie de Surville entdeckt, als dieser mit seinem Schiff St-Jean-Baptiste Neuseeland anlief, um für seine kranke Mannschaft sorgen zu können. Wenige Tage später wurde sie auch durch James Cook gesichtet, der gleichzeitig in diesen Gewässern unterwegs war.

## Flora
Die Klippen umfassen 1,2 km² in Serpentin umgewandelte Peridotit-Mafit-Felsen. Diese einzigartige Umwelt beherbergt mehrere in diesem Gebiet endemische Arten:
- Pittosporum ellipticum subsp. serpentinum
- Hebe brevifolia
- Hebe ligustrifolia
- Helichrysum aggregatum
- Leucopogon parviflorus (Coast Beard-heath)
- Pimelea tomentosa (Sand Daphne)
- Phyllocladus trichomanoides (Tanekaha)
- Pseudopanax lessonii (Coastal Fivefinger)
- Uncinia perplexa (Surville Cliffs Bastard Grass)